# Monasterio de San Pedro de Montes
El monasterio de San Pedro de Montes es un antiguo monasterio ubicado en la localidad española de Montes de Valdueza, en la provincia de León, comunidad autónoma de Castilla y León. Fue fundado hacia el año 635 por San Fructuoso y, junto con el monasterio de Santa María de Carracedo, fue uno de los monasterios bercianos más poderosos en cuanto a dominios.
Forma parte de la Tebaida leonesa, una zona montañosa llena de monasterios e iglesias eremíticas desde el siglo VII, lugar escogido para el aislamiento que buscaban los monjes eremitas, como San Fructuoso y San Genadio. 
El monasterio se mantuvo en activo hasta la desamortización de Mendizábal, cuando un incendio lo dejó en estado de ruina. No obstante, su importancia histórica llevó a que fuera declarado Monumento Nacional en 1931. Desde el año 2003, se han llevado a cabo diversas intervenciones de restauración, destacando la realizada en 2017, que culminó con la recuperación de la estructura, poniendo fin a su estado de ruina. 
La descripción del entorno según palabras de San Valerio, que se pueden aplicar a hoy en día, es la siguiente:

Es un lugar parecido al Edén y tan apto como él para el recogimiento, la soledad y el recreo de los sentidos. Cierto es que está vallado por montes gigantescos, pero no por ello creas que es lóbrego y sombrío, sino rutilante y esplendoroso de luz y de sol, ameno y fecundo, de verdor primaveral…Aunque en la rígida pendiente de la montaña ni un solo rincón encontramos donde edificar, con la ayuda de Dios, el trabajo de nuestras propias manos y la precia de los artesanos, en muy poco tiempo allanamos un pequeño espacio donde pudimos edificar un breve remedo de claustro. ¡Qué delicia contemplar desde aquí los vallados de olivos, tejo, laureles, pinos, cipreses y los frescos tamarindos, árboles todos de hojas perennes y perpetuo verdor! A este inmarcesible bosque le llamamos Dafne por sus emparrados rústicos de cambroneras que brotan espontáneas y trepan por los troncos y forman amenísimos y compactos toldos, y refrescan y protegen nuestros miembros de los rigores del estío y nos proporcionan mayor frescor que los antros de las rocas o la sombra de las peñas, mientras que el oído se regala con el muelle del cantar del arroyo que a la vera corre, y la nariz se embriaga con el nectáreo perfume de las rosas, los lirios y toda clase de plantas aromáticas. La bella y acariciadora amenidad del bosque calma los nervios y el amor auténtico, puro y sin fingimientos, inunda el alma.

## Situación

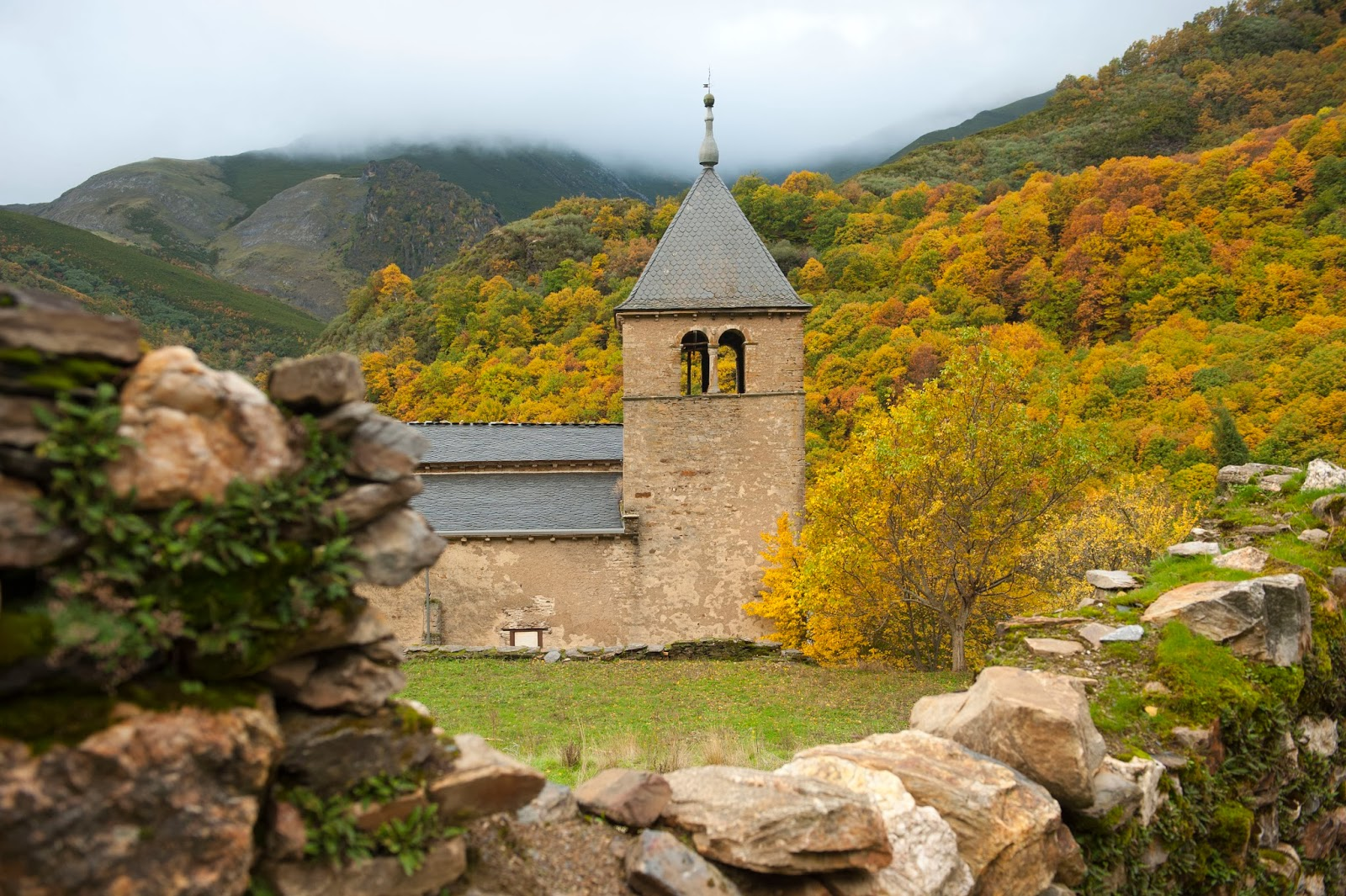
Iglesia monacal del monasterio de San Pedro de Montes

El monasterio se encuentra enclavado en la zona más agreste de los Montes Aquilianos, en el municipio de Ponferrada, en la comarca de El Bierzo, provincia de León.
Para acceder al monasterio desde Ponferrada se emprende un viaje hacia el sur, cruzando el valle del Oza y tomando la carretera del río Boeza. Al ascender por un estrecho tramo, se llega a un desvío que invita a girar a la izquierda hacia Santiago de Peñalba o a la derecha hacia Montes de Valdueza. El recorrido total abarca aproximadamente 20 km.

## Historia

### Origen. Monacato visigótico
Fue fundado hacia el año 635 por San Fructuoso con la ayuda de su joven discípulo y albañil Baldario. San Fructuoso buscaba de nuevo la soledad tras la fundación del monasterio de Compludo y se internó en los valles situados entre los montes Aquilianos edificando un pequeño oratorio dedicado a San Pedro Apóstol frente al antiguo Castro Rupianensi o ( Castro Rupianense), es por esto que al monasterio de San Pedro de Montes se le llama también Monasterio Rupiano o Rupianensi, en las estribaciones del pico de la Aquiana (o Guiana), en el lugar que actualmente ocupa la iglesia de San Pedro de Montes. Junto a este primer oratorio fundó el primigenio cenobio.
Tras la muerte de San Fructuoso sus discípulos continuaron con la vida monacal hasta la llegada de San Valerio, buscando como San Fructuoso la soledad y los pasos de este procedente igualmente del Monasterio de Compludo. Primeramente tuvo graves enfrentamientos con los monjes que allí habitaban, pero tras la interposición real que lo convirtió en abad lo aceptaron.

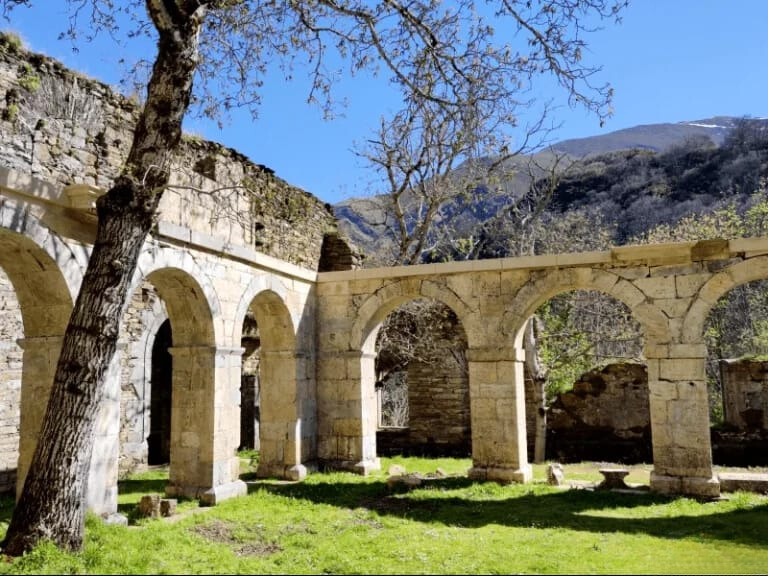
Claustro de los arcos

Junto con su sobrino Juan, amplió el cenobio y sus alrededores, plantando unas magníficas huertas y jardines. Un discípulo suyo, Saturnino, edificó sobre la roca donde solía orar San Fructuoso, marcada con una cruz, una pequeña ermita en honor de la Santa Cruz y de San Pantaleón. Probablemente de esta primitiva ermita procedan los restos visigodos que se encontraban hasta hace poco en el frontal de la ermita de la Santa Cruz en San Pedro de Montes junto con otros restos prerrománicos, entre ellos la lápida fundacional de la ermita que corresponden al año 905. Esta ermita fue edificada a principios del siglo XVIII a pocos metros de donde estaba situada la anterior y probablemente la primitiva edificada por Saturnino. Bajo la dirección de San Valerio se dio un gran impulso a la vida monástica, alcanzándose una gran actividad literaria, en parte por las obras por él manuscritas.
A principios del nuevo siglo, en el año 714, las razias musulmanas invaden El Bierzo, destruyendo muchos de los monasterios, entre ellos el monasterio Rupiano. De esta época nada se conserva salvo, tal vez, un capitel o imposta usado actualmente como pila de agua bendita en la iglesia del monasterio y parte de los restos que se conservaban en el frontispicio de la ermita de la Santa Cruz.

### Reconstrucción. San Genadio

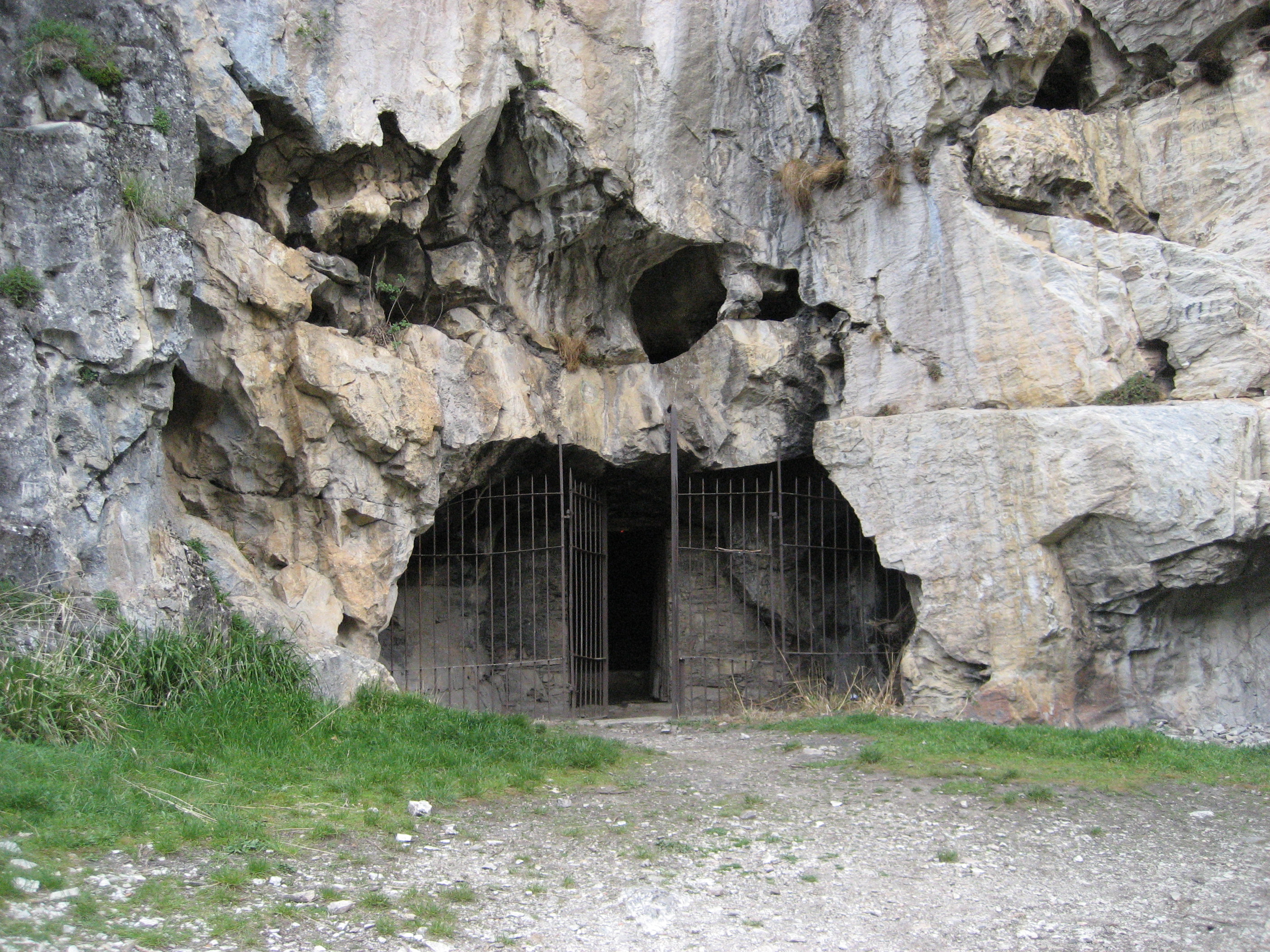
Cueva de San Genadio, en el Valle del Silencio

Hacia el año 890, San Genadio y doce discípulos que le acompañaban, llegaron, procedentes del monasterio de Ageo (situado, probablemente, en Ayoó de Vidriales, Provincia de Zamora, diócesis de Astorga), se encontraron que poco quedaba del monasterio rupianense, salvo ruinas y maleza.
A principios del 896 ya habían conseguido realizar una primera restauración que les permitió instalarse. El obispo de Astorga, Ranaulfo, nombra abad a San Genadio y le otorga la regla de San Benito (la primera vez que se otorga en España) que sustituirá la regla de San Fructuoso, seguida por sus anteriores ocupantes, y permanecerá hasta la exclaustración del monasterio en 1835.

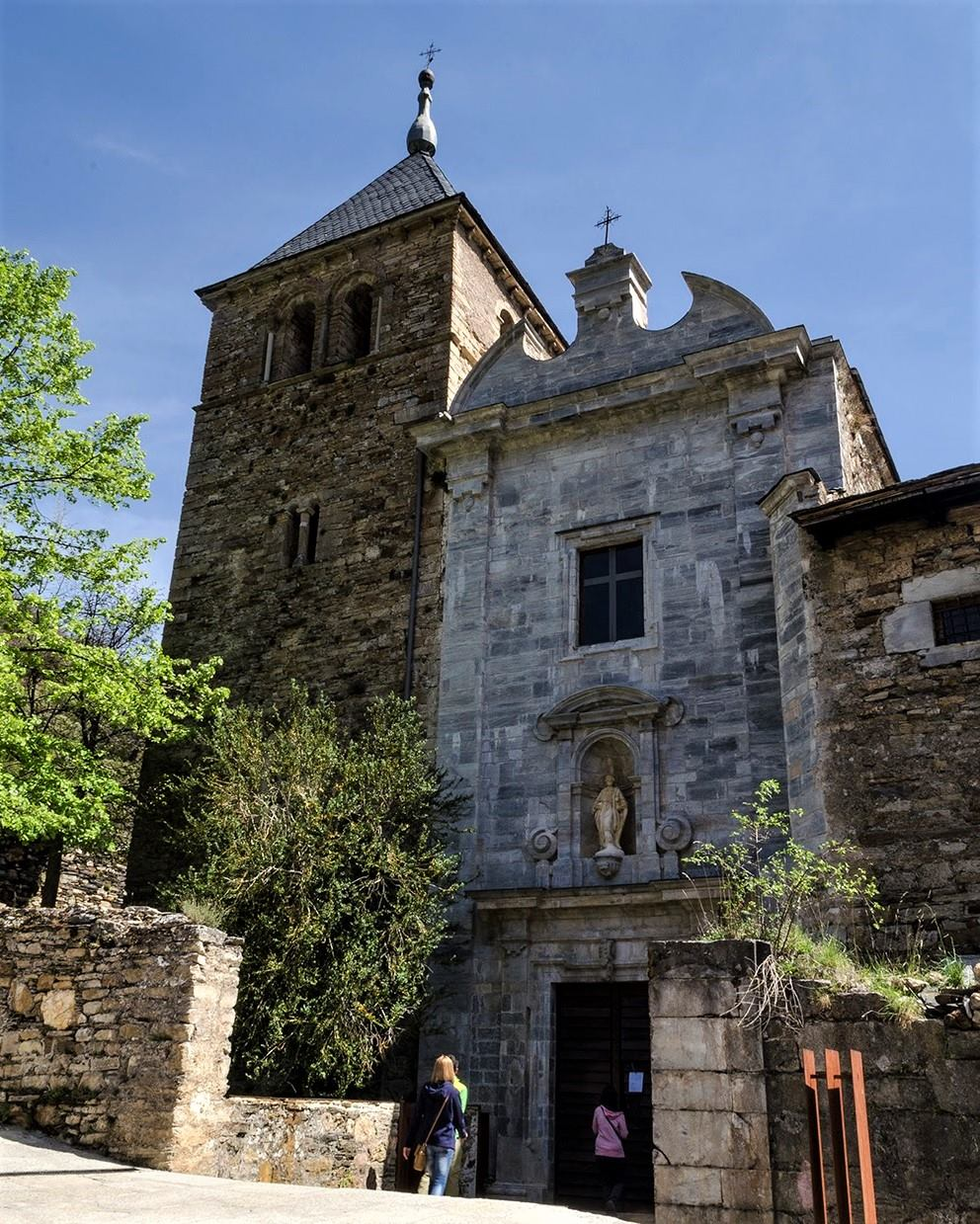
Fachada de la iglesia del monasterio

Simultáneamente a su consagración como abad, el rey de Galicia (no está claro quién era el rey en esa época, ya que se contradicen las fechas con el nombre que figura en los documentos. Podría ser Ordoño II, cuando reinaba solo en Galicia, o Alfonso III) dona al monasterio el Valle del Oza; el pueblo de Morales del Rey, en Zamora (posteriormente se estableció en este pueblo un priorato); objetos litúrgicos y libros. Tras ser nombrado San Genadio obispo de Astorga (en contra de sus preferencias), le sucede como abad Vicente.
Aun estando tan lejos, San Genadio continuó trabajando fervientemente por la restauración del monasterio. En esta etapa, año 905, se restauró la ermita de Santa Cruz de Montes antes nombrada, se edificaron otros eremitorios cerca del monasterio y en otros valles cercanos, se reforzó y amplió la iglesia. En el año 915 terminaron las reformas y san Genadio dictó un testamento (en el sentido de donación) en el que destaca la organización de una biblioteca circulante.

### Consagración de la Iglesia

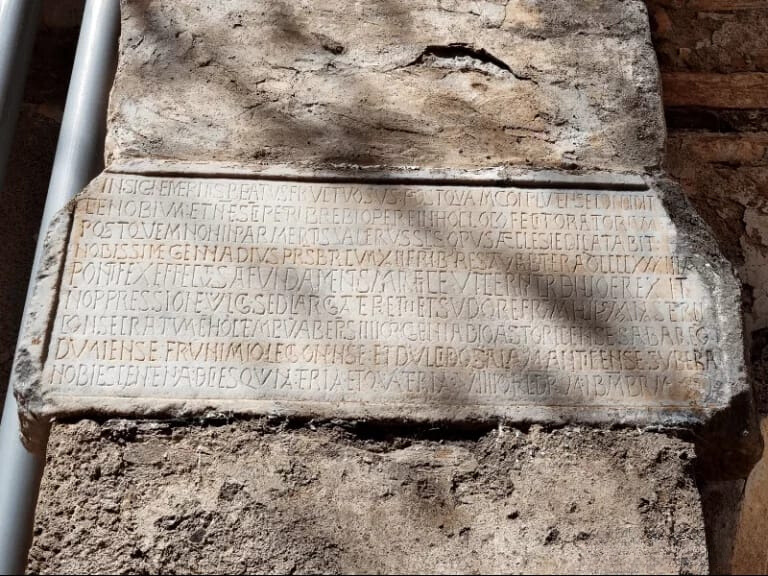
Lápida de consagración de San Pedro de Montes

El 24 de octubre del año 919 se consagra a San Pedro la iglesia del monasterio reedificado, actuando en su consagración cuatro obispos: el propio San Genadio, de Astorga; Sabarico, de Dumio; Frunimio, de León; y Dulcidio, de Salamanca. Junto a la antigua entrada del claustro se conserva una lápida grabada en caracteres semi-mozárabes relatando esta consagración y la historia del edificio en breves apuntes (se duda si esta lápida es coetánea a la consagración o posterior, no más allá del siglo XI). De esta época solo se conservan las columnillas de las ventanas del campanario, aunque esta datación es muy discutida.

### Auge del monasterio (sigloXI– finales delXIII)
Es la época de crecimiento del monasterio, formándose y consolidándose sus dominios en las comarcas de El Bierzo, La Cabrera, Valdeorras, Astorga y La Bañeza. Siendo sus principales abades: fray Vicente (último tercio del siglo XI), fray Fernando y el abad Nuño (mediados del siglo XII).
Hay que reseñar la inusual falta de donaciones tanto por parte de la nobleza como de las autoridades eclesiásticas, entre la primera ofrecida, probablemente, por Ordoño II (914-924) y la ofrecida por Alfonso VII (1129-1157) van doscientos años en los que extrañamente no se produce ninguna donación real (algo habitual en otros cenobios). Esto no se puede achacar a destrucciones accidentales de los documentos ya que los monjes se hubieran apresurado a pedir copias y se conserva la documentación del monasterio. A partir de mediados del {siglo XII se sucede una etapa de numerosas donaciones tanto de particulares como de la nobleza y realeza.

### Crisis del monasterio (mediados delsigloXIII– principios delXVI)
Finalizado el mandato del abad Marcos, el monasterio cae en una profunda crisis estando a punto de desaparecer. Es una época de gran confusión debido a los problemas de sucesión de Sancho IV y de su hijo Fernando IV de Castilla aprovechándose los encargados de proteger el monasterio (nombrados por el rey entre 1255 y 1297), llamados «encomenderos». Al comienzo del siglo XIV las usurpaciones de su patrimonio y rentas, sobre todo por parte de la nobleza, llegaron a ser de gran calibre. El obispo de Astorga admite la crítica situación, que apenas permite sustentarse a los monjes temiéndose su desaparición.
Tan grave es la situación que, al principio del siglo siguiente, en 1415, se pide al nuncio de Benedicto XIII, reunir varias iglesias en una sola parroquia. Por si fuera poco, el monasterio sigue embarcado en numerosos pleitos, entre ellos el del conde de Benavente, el cual pretende adueñarse de las posesiones del monasterio en tierras zamoranas.

### Final delsigloXV– final delsigloXVII

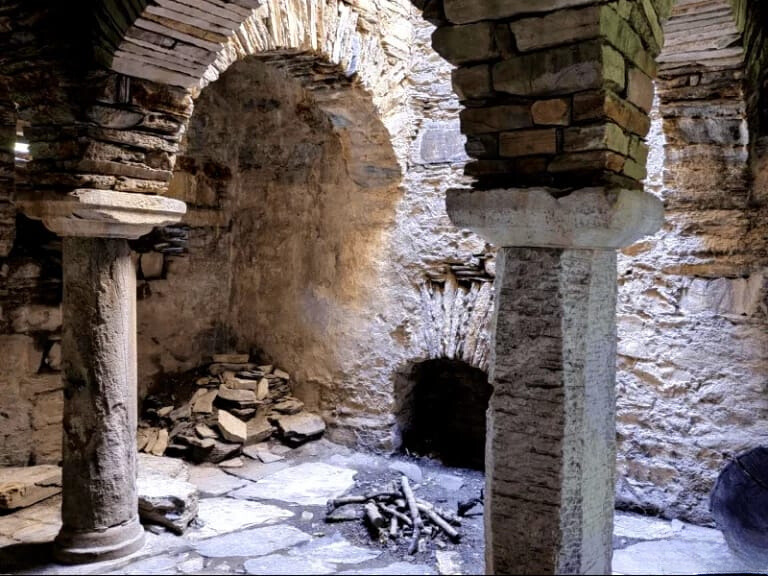
Cocina del monasterio

La ruina general de los monasterios del reino llevó a los reyes a buscar una solución, que comienza a finales del siglo XV con una reforma del clero. El monasterio de San Pedro se incorpora a la Congregación de Valladolid y comienza a resurgir de la penuria económica y la decadencia, e iría progresando, acompañado de una recuperación de la vida monacal, hasta un nuevo esplendor a mediados del siglo XVIII.
Pero el comienzo del siglo XVI se presenta muy duro. Las rentas apenas llegan para mantener un edificio tan antiguo y necesitado de continuos arreglos y reformas que amenaza ruina; por si fuera poco, la unión con la congregación de Valladolid supuso la pérdida de la casa de estudios, lo que conlleva que la formación ha de realizarse en Salamanca. A todo hay que añadir los continuos pleitos, entre ellos uno de los más importantes es el que duró siglo y medio (entre 1520 y 1670) contra el pueblo de San Esteban de Valdueza por la jurisdicción de Fonlevar (Folibar). Tan grave se observa la situación económica que a punto estuvo de convertirse, a mediados del siglo XVI, en un priorato «sin abad y sin convento», extremo evitado por la diligencia de fray Pedro de Hita.
Aunque en el siglo XVI las rentas aumentan, llegando a duplicarse a finales de este siglo, no es hasta la venta por una considerable suma, de la villa de Villanueva de Valdueza a un particular, en 1588, por el rey Felipe II, cuando el monasterio puede hacer frente, a las necesarias reformas tras centurias de ruinas sucesivas en la fábrica del monasterio, realizándose, además, ampliaciones. Aun así, hay continuas referencias y quejas en los documentos del monasterio a la grave situación económica que solo se supera tras la construcción de las ferrerías de Linares y Pombriego en el siglo XVIII, aumentando considerablemente las rentas.
Tras las reformas y las construcciones las dependencias del monasterio, en el siglo XVI, serían las siguientes: iglesia y dos claustros: el reglar, de origen medieval (dentro de él estarían la sacristía, sala capitular, sala de los monjes, hospedería, bodegas y paneras) sustituido en el siglo XVII por otro, y el oriental, del siglo XVI (dormitorios, archivo, almacenes y cámara abacial), que también sería transformado en el siglo XVIII. En el siglo XVII comienzan las obras del nuevo claustro que ha de sustituir al medieval, el claustro reglar, obra que supuso un fuerte desembolso para el monasterio añadiéndose a este la terminación de la cerca del monasterio.

### SigloXVIII

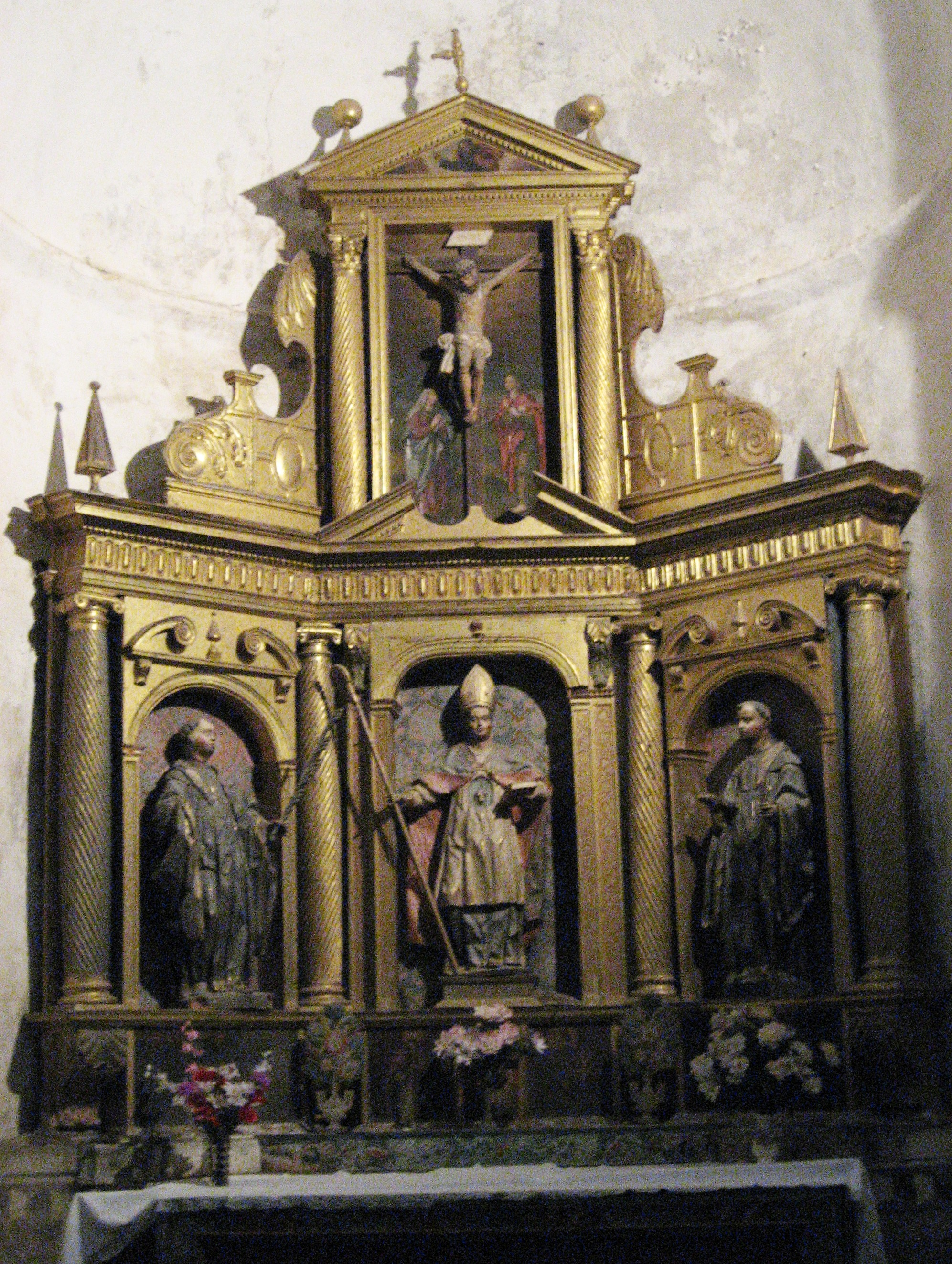
Altar de San Genadio (santo titular, en el centro), primer tercio del. Situado en la iglesia del monasterio

Es en este siglo cuando las rentas del monasterio aumentan considerablemente tras la construcción de las ferrerías de Linares y Pombriego (dos terceras partes de las rentas del monasterio provienen de los beneficios proporcionados por ellas).
Es en este siglo cuando la mayoría de los monasterios renuevan sus fábricas, hecho que también se produce en el monasterio de San Pedro de Montes, donde además se incrementa el número de monjes, pasando de la decena del siglo XVI a los 18/21 en este siglo. En vez de construir una nueva iglesia, como sucede en otros monasterios, se amplía la medieval, construyéndose un nuevo imafronte barroco en la fachada occidental y ampliando, en un primer momento, la sacristía, que posteriormente sería rehecha totalmente, siendo una de las mejores piezas del monasterio.
Las obras son muchas y continuas, rehaciéndose el claustro oriental que se había construido en el siglo XVI pero con muy pocos medios y que ya amenazaba ruina. En general todo el monasterio fue, en mayor o menor medida reformado y mejorado, según las convenciones arquitectónicas de la época.
La influencia de la escuela gallega es manifiesta al ser la mayoría de los maestros de obras y de los canteros originarios de la comarca pontevedresa de la Tierra de Montes y de Cercedo, considerada la patria de los mejores canteros gallegos. Muchos de ellos no solo dejaron su obra, sino también sus restos enterrados en la iglesia, como quinientos años había sido distinguido con ese privilegio, el maestro de obras Viviano.

### SigloXIX
El siglo comienza con numerosos proyectos de mejora de las partes más antiguas, pertenecientes al claustro de los arcos, pero la crisis económica, la guerra de independencia junto con los problemas políticos siguientes frenaron tales iniciativas, realizándose tan solo obras menores.
Posteriormente la desamortización de Mendizabal en 1835 supuso la exclaustración, haciéndose con gran parte de las propiedades y rentas del monasterio la familia Valdés, encabezada por Antonio Agapito Valdés Barrio, político, prestamista y rentista En 1846 (o en 1842 según otras fuentes) un incendio acabó con casi todo el monasterio, dejándolo en un estado de ruina similar al que se puede contemplar hoy en día. En 1859, el párroco Juan Silvestre Merayo (exmonje) construye la casa rectoral sobre la portería, camarín y sacristía.

### SiglosXX-XXI
A finales del siglo XX un individuo que se decía llamar Carlo, haciéndose pasar por un fraile suizo y abusando de la confianza de los responsables de la iglesia, así como de los jóvenes que le ayudaron a restaurar el tejado de la iglesia, y el acceso interior al campanario de la iglesia, lugar que estaba totalmente cubierto de tierra y en el que apareció un importante osario, le dejaron acceso libre y las llaves de la iglesia realizó diversos robos no siendo recuperadas nunca las piezas sustraídas.

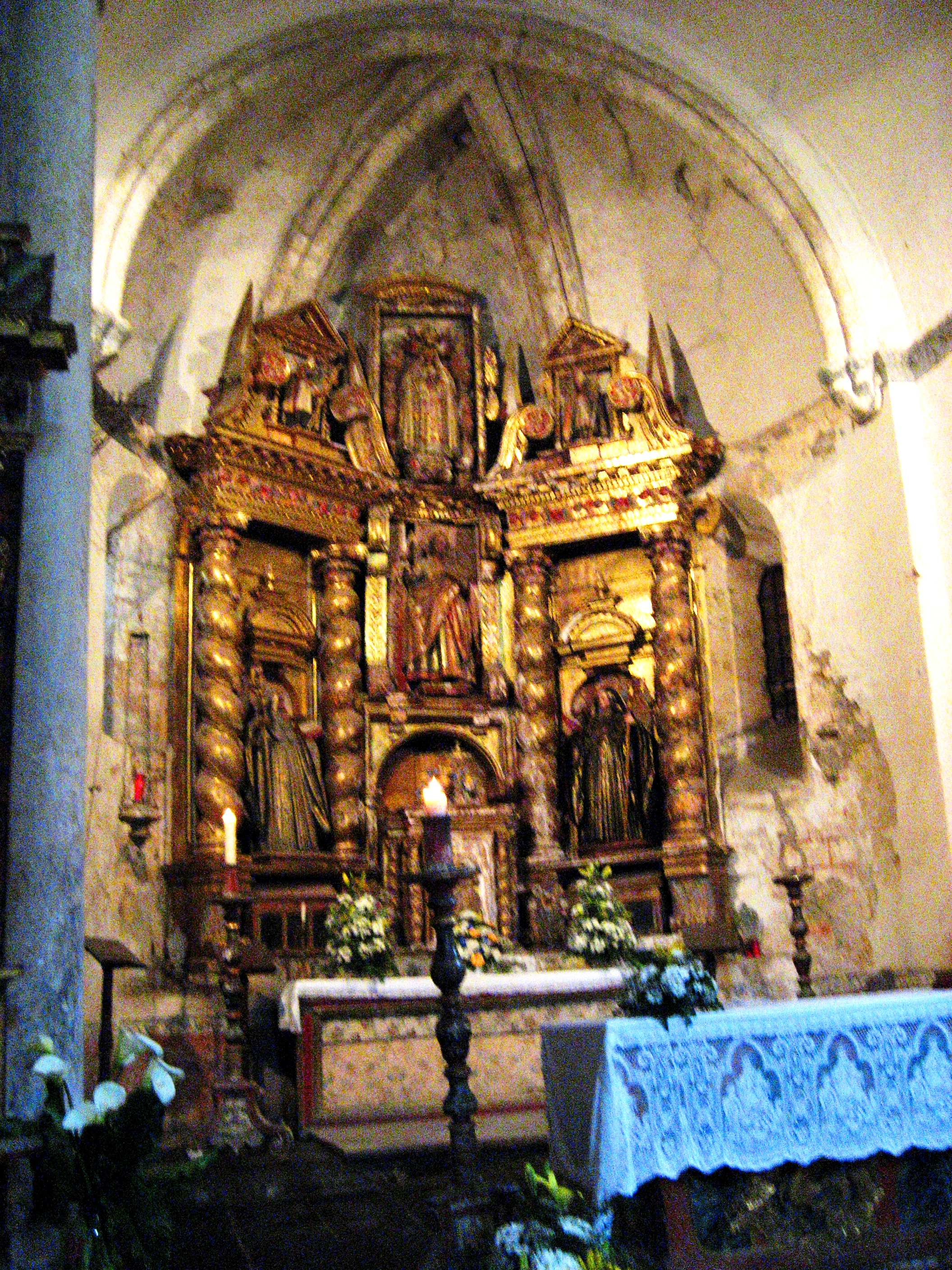
Retablo Mayor de la iglesia

A estos expolios se suma el sufrido en la cercana ermita de la Santa Cruz (aunque la actual data de 1723 la primitiva, situada muy cerca de la actual y de la que no se conservan restos arquitectónicos, formó parte del monasterio original). A finales de febrero de 2007 fue robada la lápida fundacional de la ermita, del 905, que formaba un bello conjunto (originalmente las piezas no tendrían relación entre sí) junto con otras tres piezas prerrománicas. A día de hoy no se ha recuperado, estando las otras tres piezas guardadas por el responsable de la parroquia.

#### Restauración. Plan Director de 1999
En 1999 el arquitecto Eloy Algorri con la financiación de la Junta de Castilla y León realiza el Plan Director de restauración del Monasterio. Este mismo arquitecto dirige la intervención.
La primera fase se lleva a cabo entre el invierno de 2002 y la primavera de 2003, consistiendo, principalmente en el desescombro de las dependencias (encontrándose importantes hallazgos, como unas letrinas), el aterrazamiento del patio oriental, la rampa por la que los carros accedían a la bodega, escaleras del claustro reglar, una conducción de agua que recorre el interior de los muros del ala meridional y descubrir la cocina monacal y un aljibe. También se procedió a derribar la casa rectoral edificada en el siglo XIX sobre dos de sus tres ábsides. Por lo demás, tras consolidar muros y ruinas se procedió a una limpieza de urgencia de la iglesia y a una cata arqueológica que descubrió varios enterramientos del siglo XI.
En 2017 se rehabilitó el ala este con cargo a los fondos que se generan para el 1,5% Cultural del Ministerio de Fomento por la contratación de la obra pública.